# أدريان كارمونا
أدريان كارمونا (بالإسبانية: Adrià Carmona) (8 فبراير 1992 في إسبانيا - ) هو لاعب كرة قدم إسباني في مركز الوسط. شارك مع منتخب إسبانيا تحت 17 سنة لكرة القدم. أما مع النوادي، فقد لعب مع إسبانيول وإيه سي ميلان وريال سرقسطة ونادي ألباسيتي ونادي جيرونا وإسبانيول ب.

## وصلات خارجية
- أدريان كارمونا على موقع قاعدة بيانات كرة القدم.إي يو (الإنجليزية)
- أدريان كارمونا على موقع Soccerbase.com (لاعب) (الإنجليزية)
- أدريان كارمونا على موقع Soccerway.com (الإنجليزية)